# 鱼尾楔蚌
鱼尾楔蚌（学名：Cuneopsis pisciculus）为蚌科楔蚌属的动物，俗名牛角、羊角，是中国的特有物种。分布于安徽、浙江、江苏、江西、湖北、湖南等地，常生活于泥沙底和泥底以及流水的湖泊及河流内。